# Olle Montanus
Olle Montanus är en romanfigur i August Strindbergs Röda rummet.
Strindbergs förebild hette i verkligheten Magnus (Måns) Jönsson var född 1842 i Gåragöl, Kyrkhult i Blekinge.
Montanus finns även med i TV-serien August, baserad på ett manus av Peter Birro, som sändes i SVT julen 2007.